# Aimable (accordéoniste)
Pour les articles homonymes, voir Aimable.
Aimable Pluchart dit Aimable, né le 10 mai 1922 à Trith-Saint-Léger dans le département du Nord et mort le 31 octobre 1997 à Villemoisson-sur-Orge dans l'Essonne, est un accordéoniste et acteur français.
Surnommé le bottin mondial de la chanson et enregistrant plus de 10 000 titres, il est le seul accordéoniste français à faire le Ed Sullivan Show.
Il fait partie, avec Joss Baselli, André Lips, Jean Cardon et Maurice Larcange, de la génération d'accordéonistes de l'entre-deux-guerres originaire du nord de la France.

## Biographie
Aimable Pluchart naît à Trith-Saint-Léger le 10 mai 1922. Il est le fils de Louis Alexandre Pluchart (1897-1980) et d'Angèle Augusta Rooms (1897-1981). Son père travaille à la mine et encourage son fils à entrer, à l'âge de sept ans, dans la fanfare du village comme trompettiste. Mais, ayant des lèvres trop fragiles, Aimable opte pour le saxophone soprano.
Un accordéoniste jouant d'oreille l'initie à son instrument en collant des timbres-poste de différentes couleurs sur les touches. Au bout d'un an d'étude, Émile Larchanché, père de Maurice Larcange, devient le professeur d'Aimable et reprend les choses en main. La méthode d'enseignement de Larchanché donne des résultats qui ne tardent pas à se faire sentir. À l'âge de 11 ans, accompagné par son père à la batterie, Aimable se produit dans une brasserie. Il doit apprendre le métier d'ajusteur tout en travaillant son instrument.
Le jour de ses 18 ans, le 10 mai 1940, les Allemands envahissent la Belgique. Aimable fuit à vélo vers Paris, où il partage une chambre avec deux étudiants des Arts et Métiers. Il fait la quête sur les marches du Sacré-Cœur, au cabaret Chez Ma Cousine, place du Tertre, ou encore au Poulailler. Il joue les succès du moment, puis trouve un boulot de vernisseur de piano et, par la suite, se fait engager au Tonneau, sur les Grands Boulevards. Le soir, le patron, satisfait, l'invite à revenir le lendemain. Il lui propose de trouver un deuxième musicien, en l'occurrence un banjo ; par la suite viennent un  batteur puis un saxophoniste : le premier orchestre d'Aimable vient de naître.
En 1942, sa popularité grandissante l'entraîne au Floréal, où se retrouvent tous les musiciens de jazz. Il y rencontre ainsi des vedettes comme Albert Nicholas, André Persiani, Django Reinhardt, etc. Les improvisations sur les thèmes de Louis Armstrong, Duke Ellington… lui donnent rapidement l'idée d'apprendre les rythmes de jazz, mais il restera attaché au genre musette.
Il s'engage en 1944 dans la 2e DB. Avec son accordéon, il est engagé par un orchestre philippin, dans lequel il est le seul Occidental. Il joue pendant cinq années en Indochine, en Inde, à Singapour, à Hong Kong, à Ceylan… Après quoi, ayant acquis une solide technique, il est de retour en France.
En 1949, il suit le Tour de France, puis visite l'Amérique, l'Égypte, l'Irak, les Philippines et l'Afrique. Contacté par le représentant en France du Stade breton de New York, il accepte d'animer au 8e étage du Mannhatan Center le bal annuel de l'association, accompagné par les musiciens de Benny Goodman, c'est un succès. Cette soirée présidée par Michel Legendre, consul général de France à New York, réunit 6 200 Bretons. Plus tard, il anime une soirée dans les salons du consulat de France. Il participe au Ed Sullivan Show.
Il est marqué par sa soirée au River Boat, cabaret de l'Empire State Building, avec le trompettiste de jazz Harry James. C'est Aimable qui assure, en re-recording, l'accompagnement des deux chansons À nœud coulant et Le Règlement chantées par Louis-Ferdinand Céline et enregistrées antérieurement.
En France, il enregistre fidèlement aux studios de la firme Vogue à Villetaneuse, qui annonce publiquement le chiffre de 8 millions de disques. Il obtient, en 1953 et en 1956, la consécration de l'Académie Charles-Cros et celle du Grand prix du disque français. Il se dit dans le milieu des accordéonistes qu'il a « usé » 37 accordéons dont 30 Fratelli Crosio. Parmi ses musiciens, on compte le trompettiste Bertrand Dujardin (1947-2024).
Sa production dépasse les 400 pièces, dont des collaborations, L'Italienne à Paris, Si tu veux pardonner, Madison City et Sans respirer avec Maurice Larcange, L'Âme des accordéons, Calamar, Musette boy, Vive les mineurs, Bidule-musette, Escapade, Quand tu reviendras avec André Verchuren. En 1963, il collabore avec Eddie Barclay à la réalisation d'un disque de l'accordéoniste Lulu Charleu.
Il meurt d'une crise cardiaque le 31 octobre 1997 à Villemoisson-sur-Orge (Essonne),, où il est inhumé.

## Filmographie
- 1971 : Les Bidasses en folie : lui-même
- 1972 : Les Fous du stade : lui-même
- 1973 : Le Grand Bazar : lui-même
- 1973 : La Vie rêvée de Vincent Scotto : lui-même

## Discographie

### Disques 33 tours
- 1955 : Passons la monnaie
- 1955 : Polka des gaziers
- 1955 : Refrains de Paris
- 1955 : Variétés music-hall
- 1956 : Vive la mariée !
- 1957 : 10 grands succès
- 1957 : 10 grands succès Vol. 2
- 1957 : Aimable en Bretagne
- 1957 : Surprise partie chez Paul Beuscher
- 1958 : 10 grands succès par Aimable Vol. 3
- 1958 : 10 grands succès par Aimable Vol. 4
- 1958 : Aimable à Nogent
- 1958 : Aimable et Fernand Bonifay en vacances Vol. 2
- 1958 : Miam miam ! Glou glou ! (Zappy Max et Aimable)
- 1959 : 10 grands succès par Aimable vol. 5
- 1959 : 10 grands succès par Aimable vol. 6
- 1959 : 24 grands succès
- 1959 : Aimable à l'Ducasse
- 1959 : Dansez la java, la mazurka et la polka avec Aimable vol. 24
- 1959 : Le P'tit Bal à Aimable
- 1960 : 50 années d'accordéon - La Boîte à punaises
- 1960 : Aimable en Bretagne - Rien sans peine
- 1960 : N°21
- 1960 : Tango et paso-doble (Aimable et Primo Corchia)
- 1965 : Au pays du soleil
- 1966 : Aimable joue Gilbert Bécaud
- 1970 : 30 titres Les Succès des années 30
- 1970 : 50 ans de succès d'accordéon
- 1971 : 1940-1944 : Bals interdits
- 1972 : Le Double Disque d'or d'Aimable
- 1972 : Le Double Disque de platine
- 1973 : 24 super succès du hit-parade de la danse
- 1973 : 24 tubes hit-parade pour la danse
- 1973 : La Grande Parade des succès internationaux - Accordéon autour du monde
- 1974 : 16 succès du bal à Aimable (Vol N°8)
- 1974 : 24 succès du hit-parade pour danser
- 1975 : 56 super succès pour danser et chanter avec vos invités (Aimable et Zappy Max)
- 1976 : Accordéon de Paris
- 1977 : Un air de hit-parade - 24 super succès
- 1978 : Sans frontière - 48 succès mondiaux
- 1979 : 27 super succès
- 1980 : 28 tubes : Tu n'as pas changé
- 1981 : Pour le plaisir… 28 tubes
- 1982 : Le Juke-Box d'Aimable - 27 super succès
- 1983 : Tout le monde peut danser avec… La Chenille & La Danse des canards
- 1983 : 25 extra super hits - Spatial Dance
- 1985 : Croisière Caraïbes danse
- 1986 : Ouragan 86 d'Aimable

### Disques 45 tours
- 1955 : Aimable
- 1955 : Dansons avec Aimable et Augusto Baldi - Leurs grands succès Vol. 12
- 1955 : Trompette-musette
- 1956 : Où sont-ils donc ?
- 1956 : La Rose tatouée
- 1958 : Classiques de l'accordéon - Vol. 1
- 1958 : Mon petit canard - vol. 14
- 1958 : Aimable en Bretagne - Vol. 18
- 1958 : Aimable joue les valses 1900 - Vol. 19
- 1958 : Ciao Ciao Bambina - Vol. 20
- 1958 : Aimable danse la polka - Vol. 21
- 1958 : C'est d'la musique - Vol. 22
- 1958 : Aimable dans le Nord - Vol. 23
- 1958 : Chansons à boire (Aimable avec Zappy Max)
- 1958 : Chansons à manger (Aimable avec Zappy Max)
- 1958 : Aimable joue pour les copains - Vol. 24
- 1959 : Paso-dobles - Vol. 26
- 1959 : Paso-dobles volume 2 - vol. 27
- 1959 : Aimable joue pour les forains - vol. 30
- 1959 : Aimable à Bagdad - vol. 31
- 1960 : Aimable en Afrique - vol. 32
- 1960 : Quand le coucou… - vol 33
- 1960 : 3 coq d'or de la chanson française - vol 34
- 1960 : Bille de billard
- 1960 : Les Melons - vol. 35
- 1960 : Itsy bitsy petit bikini - vol. 36
- 1960 : Le Tango des fauvettes
- 1962 : Aimable et le père Noël
- 1962 : Tous les garçons et les filles
- 1968 : Succès de Paris
- 1974 : Les Sportifs du dimanche
- 1981 : Tainted Love
- 1983 : Beer Barrel Polka
- 1990 : Il a gagné au loto